# Adrià Gòdia
Adrià Gòdia es un ilustrador y escultor español, nacido en Barcelona (Cataluña) en 1977. Se ha formado en la Facultad de Bellas Artes de Barcelona y en la "Llotja" o Escola d'Arts i Oficis de la misma ciudad.
Ha trabajado en varias ocasiones con Judit Morales. Por sus trabajos de ilustración de literatura infantil han recibido numerosos premios: Lazarillo, en 2004, por El último día de otoño; Internacional de Ilustración SM, en 1999; y Premio Nacional de Ilustración, en 2001. 